# Aschema
Aschema is een geslacht van spinnen uit de familie Zodariidae.

## Soorten
Het geslacht kent de volgende soorten:
- Aschema madagascariensis (Strand, 1907)
- Aschema pallida Jocqué, 1991